# Enderbury
Enderbury (Engels: Enderbury Island, ook wel Ederbury Island of Guano Island) is een kleine, onbewoonde atol in de Grote Oceaan. Het eiland ligt 63 km ten zuidoosten van de atol Kanton, waarmee het tussen 1939 en 1979 het Amerikaans-Britse condominium Canton en Enderbury vormde. Tegenwoordig behoort Enderbury toe aan de Republiek Kiribati. Het eiland is 1,6 km breed en 4,8 km lang en maakt deel uit van de Phoenixeilanden.
Enderbury werd in 1838 ontdekt door de Britse walvisvaarder James Coffin en werd vernoemd naar Samuel Enderby, eigenaar van een Londens walvisvaardersbedrijf. In de tweede helft van de 19e eeuw werd er op het eiland guano gewonnen. Eerst door de Amerikanen en daarna door de Britten.